# Kallträskån
De Kallträskån is een rivier in Zweden, die door de gemeente Älvsbyn stroomt. De rivier vormt de verbinding tussen het Kallträsket en het Mitti-Teuger, het verval is daarbij 40 meter over een afstand van twee kilometer. Het water van de Kallträskån komt via het Mitti-Teuger en het Sör-Teuger in de Borgforsrivier uit, de Piterivier en ten slotte in de Botnische Golf.
Schematisch: meer Kallträsket → Kallträskån → meer Mitti-Teuger → meer Sör-Teuger → Borgforsrivier → Piterivier → Botnische Golf